# Mandatområdet i Palæstina
Mandatområdet i Palæstina (Palæstinamandatet, Mandatet for Palæstina eller Det britiske mandatområde i Palæstina) var en geopolitisk enhed etableret mellem 1920 og 1948 i Mellemøsten. Storbritannien administrerede mandatområdet i henhold til Folkeforbundets artikel 22. Mandatområdet udgjorde det område, som i dag kendes som staterne Jordan og Israel, samt de Palæstinensiske selvstyreområder (Vestbredden og Gazastriben). 
Palæstina oplevede som britisk mandatområde (1920-1948) tilblivelsen af to store nationalistiske bevægelser; den ene blandt jøder og den anden blandt arabere. De to befolkningsgruppers konkurrerende nationale interesser resulterede i flere interne stridigheder og kampe – både mellem jøderne og araberne, men også mellem forskellige befolkningsgrupper og myndighederne. Stridighederne udviklede sig til arabiske og jødiske opstande i henholdsvis 1936-1939 og 1944-1948, inden det kulminerede i den arabisk-israelske krig fra 1947-1949. Efter der var indgået våbenhvile var det tidligere mandatområde nu opdelt mellem den nye stat Israel med et jødisk befolkningsflertal, det arabiske Jordan, det ligeledes arabiske Vestbredden, der var annekteret af Jordan samt et arabisk protektorat i Gazastriben under Egypten.

## Historie

### Baggrund
Palæstina havde tidligere været en del af Det Osmanniske Rige. Således havde området været under osmannisk kontrol i ca. 400 år fra 1516 frem til slutningen af 1. verdenskrig (ca. 1917-1918), hvor osmannerne blev besejret gennem Araberopstanden og af det Britiske Imperiums hær i Felttoget i Sinai og Palæstina. Det Osmanniske Rige havde under 1. verdenskrig været allieret med Tyskland og derved en del af tripelalliancen, som tabte krigen.
Storbritannien havde givet araberne tilsagn om uafhængighed, hvis de gjorde oprør mod osmannerne, men de to sider havde forskellig tolkning af denne aftale, og i sidste ende blev området delt mellem Frankrig og Storbritannien i Sykes-Picot-aftalen – et forræderi i arabernes øjne. En yderligere komplikation var Balfour-deklarationen fra 1917, hvor briterne lovede jøderne støtte til et "nationalt hjem" i Palæstina. Ved krigens afslutning etablerede briterne og franskmændene kondominatet Occupied Enemy Territory Administration i det der hed Osmannisk Syrien. Briterne opnåede legitimitet i forhold til deres fortsatte kontrol i juni 1922 gennem et mandat fra Folkeforbundet. Det formelle formål med Folkeforbundets mandatsystem var at administrere området "indtil det kunne stå på egne ben".

### 1920'erne
I juli 1920 blev militæradministrationen erstattet af en civil administration, da den første højkommissær, Herbert Samuel ankom fra Storbritannien. Han var tidligere minister med jødiske rødder.
En af de første handlinger i den nye civiladministration var at give Pinhas Rutenberg, en jødisk entreprenør, tilladelse til produktion og distribution af elektricitet. Rutenberg oprettede et selskab, hvis aktionærer var zionistiske organisationer, investorer og 
velgørere. Palæstinensiske arabere anså dette som et bevis for, at briterne ønskede at favorisere zionismen. Den britiske administration hævdede, at elektrificering ville øge den økonomiske udvikling for hele landet, mens den på samme tid ville opfylde løftet om at muliggøre et jødisk nationalt hjem ved hjælp af økonomiske snarere end politiske virkemidler.
Den 1. maj 1921 var der i byen Jaffa et opgør mellem to rivaliserende jødiske venstreorienterede grupper. Det blev efterfulgt af arabiske angreb på jøder. Urolighederne spredte sig til andre dele af landet og næsten 100 døde.
Højkommissæren Samuel forsøgte at etablere selvstyrende institutioner i Palæstina, men den arabiske ledelse ønskede ikke at samarbejde med institutioner med jødisk deltagelse.
I 1922 oprettedes et lovgivende råd (Palestine Legislative Council), der skulle bestå af 23 medlemmer: 12 valgte, 10 udnævnte samt højkommissæren. Af de 12 valgte medlemmer skulle 8 være muslimske arabere, 2 være kristne arabere og 2 være jøder. Araberne protesterede mod fordelingen i dette råd, fordi de mente det var uretfærdigt med kun 43 procent af pladserne, når de udgjorde 88 procent af befolkningen. Valgene fandt sted i februar og marts 1923, men på grund af arabisk boycott blev resultaterne annulleret og et 12 medlemmer stort rådgivende råd (Advisory Council) blev i stedet oprettet.

#### Uroligheder 1929
Den 23. august 1929 opstod uroligheder i Jerusalem, der bredte sig til andre byer (bl.a. i Hebron, der blev kendt som Hebronmassakren 1929), hvor arabere udførte massakrer på jøder. Urolighederne varede en uge og kostede mindst 249 mennesker livet. Blandt jøderne blev 133 dræbt og mindst 198 såret. Et stort flertal blev dræbt i deres hjem af arabere. Også mindst 116 arabere blev dræbt og mindst 232 såret, hvilket overvejende skyldtes det britiske politis forsøg på at slå urolighederne ned. Omkring 20 arabere blev dræbt på grund af jødiske angreb eller tilfældig britisk geværild. Urolighederne var ifølge en senere nedsat kommission først og fremmest udløst af en jødisk demonstration ved Grædemuren i Jerusalem den 15. august. De grundlæggende årsager var arabernes bristede nationale drømme og en frygt for jødisk overherredømme som følge af jødisk indvandring.

### 1930'erne
I 1930 kom sheik al-Qassam, en syrisk præst og oprørsleder, til Palæstina. Han oprettede en antizionistisk og antibritisk militant  organisation, hvortil han rekrutterede bønder, der fik militærtræning. I 1935 havde han mobiliseret mellem 200 og 500 mænd. De blev udstyret med bomber og skydevåben, der dels blev brugt mod zionistiske bosættere og dels til at ødelægge træer plantet af bosættere samt de af briterne anlagte jernbaner. I november 1935 var to af hans mænd i en skududveksling med politiet, der jagtede frugttyve, og en politimand blev dræbt. På baggrund af dette iværksatte det britiske politi en menneskejagt og omringede lederen al-Qassam i en hule i nærheden. I den efterfølgende kamp blev al-Qassam dræbt.

#### Arabisk væbnet opstand
Den arabiske oprørsleder al-Qassams død skabte stor vrede blandt araberne. Store menneskemængder fulgte hans begravelsesoptog i Haifa. Nogle måneder senere, i april 1936, brød en arabisk national generalstrejke ud. Den varede indtil oktober samme år. I løbet af sommeren 1936 blev flere tusind jødisk dyrkede marker og plantager ødelagt og jøder blev angrebet og dræbt. I byerne Bet She'an og Akko flygtede jøder til mere sikre områder. Volden dæmpedes herpå i et års tid, mens briterne sendte en undersøgelseskommission ledet af politikeren William Peel (den såkaldte Peel-kommission), der skulle klarlægge årsagerne til uroen. Den britiske kommission nåede til den konklusion, at oprøret for det første skyldtes det arabiske ønske om national selvstændighed, og for det andet deres vrede over oprettelsen af et jødisk nationalt hjem i Palæstina, forværret af deres frygt for jødisk dominans. Den anbefalede en deling af landet i en arabisk og jødisk stat. Araberne afviste dette, og oprøret fortsatte i efteråret 1937. I løbet af de næste 18 måneder mistede briterne kontrollen over Nablus og Hebron. Britiske enheder støttet af jødiske frivillige udførte angreb på arabiske landsbyer. Den jødiske milits Irgun brugte vold, også mod arabiske civile som gengældelse, idet de angreb markedspladser og busser.
Da den væbnede opstand sluttede i marts 1939 var mere end 5.000 arabere, 400 jøder og 200 briter blevet dræbt, og mindst 15.000 arabere såret. Som konsekvens af opstanden udarbejdede briterne en ny politik for mandatområdet, der blev fremlagt i Hvidbogen af 1939.

### Anden verdenskrig
Den 10. juni 1940 erklærede Italien krig mod Commonwealth og stod dermed på samme side som Tyskland. Italienerne angreb Palæstina fra luften og bombede Tel Aviv og Haifa, hvilket forårsagede adskillige ofre.
I 1942 opstod i en periode stor bekymring hos den jødiske befolkning, da den tyske general Rommel avancerede med sine tropper i Nordafrika i retning af Suez-kanalen og der var frygt for en erobring af Palæstina. Med britisk støtte blev en toptrænet jødisk militærenhed oprettet, kaldet Palmach.
Som i størstedelen af den arabiske verden var der blandt de palæstinensiske arabere ingen enighed om deres stilling til de krigsførende magter i anden verdenskrig. Flere ledere og offentlige personer anså en sejr til aksemagterne som sandsynlig og som en vej til at genvinde Palæstina fra zionisterne og briterne. Selv om arabere ikke stod højt i den nazistiske racelære, opmuntrede nazisterne til at støtte araberne som en modvægt til briternes overherredømme. På årsdagen for Balfour-deklarationen i 1943 sendte SS-Reichsführer Heinrich Himmler og udenrigsminister Joachim von Ribbentrop støttetelegrammer til Jerusalems stormufti el-Husseini, der skulle læses op under en radioudsendelse ved et stævne i Berlin.

Den 3. juli 1944 indvilligede den britiske regering i oprettelsen af Den Jødiske Brigade (engelsk: 'Jewish Brigade Group' eller 'Jewish Brigade') som en del af den britiske hær. Brigaden blev placeret i byen Tarvisio i grænseområdet mellem Italien, Jugoslavien og Østrig, hvor den spillede en nøglerolle i forsøget på at hjælpe jøder med at flygte fra Europa til Palæstina.
To delinger, en jødisk og en arabisk, blev sendt til den italienske front, for at kæmpe sammen med de allierede i den endelige offensiv i foråret 1945.

#### Indvandring
I 1939 reducerede briterne som en konsekvens af Hvidbogen af 1939 antallet af tilladte immigranter til Palæstina. Anden verdenskrig og Holocaust begyndte kort derefter og da den årlige kvote på 15.000 var nået, blev flygtende jøder fra naziforfølgelse interneret i lejre eller deporteret til steder som Mauritius.
Fra 1939 begyndte en hemmelig indsats, Aliyah Bet, for at få jøder til Palæstina. Ti tusinder af europæiske jøder undslap nazisterne i større eller mindre både i retning mod Palæstina. Den britiske Royal Navy stoppede mange af bådene, andre både var usødygtige og forliste, mens andre igen blev bombet eller torpederet af ubåde: en bombe anbragt af den jødiske paramilitære gruppe Haganah sænkede SS Patria i 1940 i Haifa havn og dræbte ved en fejl 267 især jødiske flygtninge, skonnerten Struma blev sænket med torpedo i Sortehavet af en sovjetisk ubåd i 1942 med næsten 800 omkomne til følge, en anden sovjetisk ubåd sænkede i 1944 skonnerten Mefküre og beskød efterfølgende de overlevende i vandet med maskingeværsild, så i alt 300 til 400 flygtninge omkom.
Efter anden verdenskrig var 250.000 jøder strandet i flygtningelejre i Europa. Trods pres fra omverdenen, især den amerikanske præsident Harry Truman, ønskede briterne ikke at give tilladelse til øjeblikkelig indrejse for 100.000 jøder.

#### Zionistisk opstand
De jødiske grupper Lehi og Irgun satte gang i en voldelig opstand mod briterne i 1940'erne. Medlemmer af Lehi myrdede den britiske minister for Mellemøsten i Cairo den 6. november 1944. Efter mordet blev mange medlemmer af Irgun kidnappet og udleveret til de britiske myndigheder af den jødiske gruppe Haganah, og ledelsen i Jewish Agency vedtog en række tiltag mod terror-organisationer i Palæstina. Irgun beordrede sine medlemmer til ikke at bruge vold, for at undgå borgerkrig.

### Efter anden verdenskrig
Efter afslutningen af 2. verdenskrig var der fortsat uroligheder i området. I et forsøg på at stække de zionistiske grupperinger i området gennemførte britiske styrker i juni 1946 en militæroperation flere steder i mandatområdet ("Operation Agatha"), hvilket i juli 1946 ledte til, at gruppen Irgun foretog bombning af King Davids Hotel i Jerusalem, der var hovedkvarteret for den britiske administration. I alt blev 92 mennesker dræbt ved bombningen af bygningen. Efter bombningen begyndte den britiske regering at internere illegale jødiske flygtninge på Cypern. Fra oktober 1946 til august 1947 var de tre paramilitære organisationer Haganah, Irgun og Lehi samlet under navnet Jewish Resistance Movement og udførte angreb mod den britiske administration. I 1948 myrdede gruppen Lehi FN's mægler Folke Bernadotte i Jerusalem. Yitzhak Shamir, der senere blev statminister i Israel, var en af de ansvarlige.
Den forværrede situation i Palæstina betød, at mandatområdet blev upopulært i vide kredse i Storbritannien, og den betød at den amerikanske Kongres forsinkede sin godkendelse af vitale lån, der skulle bruges til genopbygningen efter anden verdenskrig. Det britiske Labourparti havde før valget i 1945 lovet at tillade masseindvandring af jøder til Palæstina, men brød dette løfte, da de fik magten. Den fjendtlige antibritiske holdning øgedes og det var nødvendigt for briterne at have en styrke på over 100.000 soldater i landet. I maj 1947 blev 27 medlemmer af Irgun og Lehi befriet fra fængslet i Akko ved en spektakulær aktion. Fem af de ansvarlige fra Irgun blev fanget og dømt til døden af briterne, hvoraf tre blev hængt. Som gengældelse bortførte Irgun to britiske sergenter fra det militære efterretningsvæsen, der også blev hængt. Deres lureminerede lig blev fundet i en eucalyptuslund nær Netanya. Denne hævnaktion var en af årsagerne til at briterne herefter annoncerede deres ønske om at trække sig fra Palæstinamandatet senest i august 1948.
En undersøgelseskommission i 1946 skulle skabe en fælles amerikansk-britisk holdning i spørgsmålet om adgangen for jøder til Palæstina. I april var man nået til en konklusion i enstemmighed: Kommisionen anbefalede en øjeblikkelig tilladelse til 100.000 jødiske flygtninges adgang til Palæstina, og anbefalede desuden at der hverken oprettedes en jødisk eller palæstinensisk stat. Man udtalte: "for en gang for alle at gøre det af med ideen om en jødisk eller palæstinensisk eneret til Palæstina, anser vi et klart princip for at være  essentielt, nemlig at jøder ikke skal være dominerende i forhold til arabere og arabere ikke dominerende i forhold til jøder i Palæstina. USA's præsident Harry Truman skabte vrede i den britiske regering, da han kun støttede kommissionens anbefaling omkring tilladelsen til de 100.000 jødiske flygtninge. Storbritannien havde bedt om støtte til at virkeliggøre anbefalingerne. Ifølge USA's krigsministerium ville det kræve 300.000 amerikanske tropper at opretholde ro og orden ved en arabisk opstand som følge af 100.000 nye jødiske flygtninges adgang til Palæstina.
Disse begivenheder var afgørende for, at Storbritannien annoncerede ønsket om at afslutte Palæstinamandatet og lægge spørgsmålet om Palæstina over til de Forenede Nationer, efterfølgeren til Folkeforbundet. FN oprettede en særlig komité (UNSCOP) i maj 1947 med repræsentanter fra 11 lande. Den gennemførte høringer og foretog en undersøgelse af forholdene i Palæstina, der blev fremlagt i august samme år sammen med anbefalinger fra de deltagende lande. Syv medlemmer (Canada, Tjekkoslovakiet, Guatemala, Holland, Peru, Sverige og Uruguay) anbefalede oprettelsen af uafhængige arabiske og jødiske stater, hvor Jerusalem skulle være under international administration. Tre medlemmer (Indien, Iran og Jugoslavien) støttede oprettelsen af en enkelt føderal stat, der indeholdt både jødiske og arabiske delstater. Australien afstod fra at stemme.
29. november 1947 anbefalede FN's generalforsamling, efter en afstemning med 33 mod 13 og 10 der undlod at stemme, virkeliggørelsen af  planen Plan of Partition with Economic Union som Resolution 181 (II) med enkelte ændringer af grænserne mellem de to påtænkte stater. Delingen skulle ske fra det tidspunkt, briterne trak sig tilbage. Delingsplanen krævede at de påtænkte stater skulle give lige rettigheder for alle mennesker inden for deres grænser uanset etnicitet, religion eller køn. FN's generalforsamling har kun magt til at give anbefalinger, derfor var UNGAR 181 ikke retslig bindende. Både USA og Sovjetunionen støttede resolutionen. Haiti, Liberia og Filippinerne ændrede deres stemme i sidste øjeblik efter fælles pres fra USA og zionistiske organisationer. De fem medlemmer af den Arabiske Liga, der var stemmeberettigede, stemte alle i mod planen. Jewish Agency accepterede planen, men den blev kategorisk afvist af de palæstinensiske araberes ledelse og af størstedelen af den palæstinensiske befolkning. Ved et møde i Cairo i november og december 1947 vedtog den Arabiske Liga en række resolutioner, der anbefalede en militær løsning på konflikten.
Storbritannien meddelte, at de accepterede delingsplanen, men afviste at ville gennemtvinge den, fordi den ikke var blevet accepteret af araberne. Storbritannien afviste også at dele administrationen af Palæstina med FN's palæstinakommission i overgangsperioden. I september 1947 meddelte den britiske regering, at Palæstinamandatet ville ophøre ved midnat den 14. maj 1948.
Nogle jødiske organisationer var også i mod forslaget. Irguns leder Menachem Begin udtalte: "Delingen af Hjemlandet er ulovligt. Den vil aldrig blive anerkendt. Underskriften på delingsplanen fra institutioner og personer er ugyldig. Den vil ikke binde det jødiske folk. Jerusalem var og vil for altid være vores hovedstad. Israels land vil blive givet tilbage. Hele landet. Og for altid."

#### Afslutningen på Palæstinamandatet
En borgerkrig mellem palæstinensere og jøder brød ud umiddelbart efter FN's resolution, og briternes autoritet begyndte at bryde sammen. Den 16. december 1947 trak den palæstinensiske politistyrke sig fra Tel Aviv-området, hvor mere end halvdelen af jøderne boede, og den overlod ansvaret for opretholdelsen af lov og orden til det jødiske politi. Mens borgerkrigen rasede, trak det britiske militær sig gradvist ud af Palæstina, selv om de af og til greb ind til forsvar for den ene eller den anden part. Når de trak sig tilbage overlod de kontrollen til lokale myndigheder og nye lokale politistyrker fik som opgave at opretholde lov og orden. De områder, hvorfra de trak sig blev ofte til krigszoner. Briterne fortsatte med at være talstærkt til stede i Jerusalem og Haifa, selv da Jerusalem kom under belejring af arabiske styrker og der her udspillede sig voldsomme kampe. De blandede sig dog indimellem i kampene, mest for at sikre veje til eventuel evakuering, hvilket også indbefattede bekendtgørelse af undtagelsestilstand og håndhævelse af våbenhvile. Den palæstinensiske politistyrke var overvejende inaktiv, og myndighedsopgaver som sociale ydelser, vandforsyning og postvæsen blev ikke længere opretholdt. I marts 1948 blev de britiske dommere i Palæstina sendt tilbage til Storbritannien. I april samme år trak briterne sig ud af Haifa, men opretholdt en enklave i havneområdet, der skulle bruges ved evakueringen af de britiske styrker, og holdt midlertidigt fast i den militære luftbase Ramat David, der skulle yde luftdække under tilbagetrækningen, hvor en frivillig politistyrke blev ladt tilbage for at sikre ro og orden. Byen blev indtaget af Haganah i løbet af 21. og 22. april 1948, hvor de kæmpede mod palæstinensere og Den arabiske befrielseshær. Efter sejren, erklærede de britiske styrker i Jerusalem, at de ingen intention havde om at genvinde kontrollen nogen steder, men ville dog ikke tillade at nogen hindrede en sikker tilbagetrækning af de britiske styrker fra Palæstina, og de ville stille personer for en militærdomstol i så tilfælde. Den britiske luft- og søblokade af Palæstina var dog stadig på plads, selv om den britiske autoritet var brudt sammen i størstedelen af Palæstina og kontrollen i stedet overladt til jøder og arabere. Selv om arabiske volontører kunne krydse grænserne mellem Palæstina og de omgivende arabiske stater for at tilslutte sig kampene, tillod briterne ikke regulære styrker fra de omgivende arabiske stater at komme ind i Palæstina.
Da det blev den 14. maj 1948, datoen for briternes tilbagetrækning, var de eneste tilbageværende britiske styrker i Palæstina til stede i Haifa-området og Jerusalem. Samme dag trak den britiske garnison sig tilbage fra Jerusalem og højkommissæren Alan Gordon Cunningham forlod byen og kom til Haifa, hvor han skulle forlade landet ad søvejen. Den jødiske ledelse, anført af den fremtidige premierminister David Ben-Gurion, erklærede om eftermiddagen oprettelsen af en jødisk stat i Eretz Israel, der skulle blive kendt som Staten Israel med virkning fra midnat samme dag. Den samme dag bad den provisoriske israelske regering om anerkendelse fra USA's regering af grænserne specificeret i FN's delingsplan. USA svarede straks, at de anerkendte den provisoriske regering som værende de facto myndighed.
Ved midnat mellem den 14. og 15. maj 1948 udløb Palæstinamandatet og staten Israel blev en realitet. Den palæstinensiske regering ophørte formelt med at eksistere, status for de stadig tilbagetrækkende britiske styrker ændrede sig til besættere af fremmed land, den palæstinensiske politistyrke trådte formelt tilbage og blev opløst, med det tilbageværende personel evakueret sammen med det britiske militær, den britiske blokade af Palæstina blev hævet. Den palæstinensiske eksodus skete i den periode, der ledte op til mandatets ophør og efterfølgende.
I løbet af de næste få dage krydsede omkring 700 libanesiske,  1.876 syriske, 4.000 irakiske og 2.800 egyptiske tropper grænserne til Palæstina og startede dermed den arabisk-israelske krig. Cirka 4500 transjordanske tropper, delvist under kommando af 38 britiske officerer, der havde opsagt deres stilling i den britiske hær blot nogle få uger tidligere, inklusiv den øverstbefalende general John Bagot Glubb, gik ind i corpus separatum-området indeholdende Jerusalem (som modsvar på Haganahs Operation Kilshon) og bevægede sig ind i områder udpegede som del af den arabiske stat ifølge FN's delingsplan. Krigen, der skulle komme til at vare indtil 1949, ville betyde at Israel udvidede sit areal til cirka 78 pct. af det tidligere britiske mandatområde, med Jordan erobrende og efterfølgende annekterende Vestbredden og Egypten erobrende Gazastriben. Ved mandatets ophør var de resterende britiske tropper i Israel koncentreret i en enklave i Haifas havneområde, fra hvilken de blev trukket tilbage samt i luftbasen Ramat David, der blev opretholdt for at yde luftstøtte under tilbagetrækningen. Briterne overgav Ramat David den 26. maj, og de sidste britiske styrker blev evakueret fra Haifa den 30. juni.
Den israelske uafhængighedserklæring indeholdt ikke nogen specifikke henvisninger til statens grænse, omend paragraf 14 indeholdt et løfte om, at Israel "er parat til at samarbejde med agenturerne og repræsentanterne for De Forenede Nationer med henblik på at implementere" resolution 181. Indledningsvis var det på tale at specificere Israels grænser i overensstemmelse med resolution 181 i landets uafhængighedserklæring, men dette blev bl.a. afvist af David Ben-Gurion. Han mente ikke, at Israel skulle forpligte sig til grænser, som araberne alligevel ikke ville acceptere og angiveligt var villige til at gå i krig på baggrund af.
Den arabisk-israelske krig endte med, at parterne indgik en våbenhvile i 1949. Den såkaldte "Grønne Linje" angiver i denne forbindelse de forskellige frontlinjer ved våbenhvilens indtræden. Denne linje fungerede i perioden 1949 og frem til seksdageskrigen i 1967 som de facto grænser mellem Israel og dets arabiske nabolande.

## Demografi
I 1920 var hovedparten af de omkring 750.000 mennesker i Palæstina arabisktalende muslimer, inklusiv en befolkning af beduiner (estimeret i 1922 til 103.331, der var koncentreret i Beersheba-området samt i regionen syd og øst for den), såvel som jøder (der udgjorde cirka 11% af det samlede tal) og mindre grupper af drusere, syrere, sudanesere, somaliere, tjerkessere, egyptere, koptere, grækere og Hejazi-arabere.
- Den første folketælling 1922 viste en befolkning på 757.182, hvoraf 78% var muslimer, 11% jøder og 10% kristne.[71]
- Den anden folketælling 1931 viste en samlet befolkning på 1.035.154, hvoraf 73,4% var muslimer, 16,9% jøder og 8,6% kristne.[72]

En uoverensstemmelse mellem de to folketællinger i forhold til det registrerede antal af fødsler, døde og indvandrede i den mellemliggende periode, fik dem der foretog den anden folketælling til at mene, at der havde været en illegal indvandring af cirka 9000 jøder og 4000 arabere i de mellemliggende år.
Der blev ikke foretaget flere folketællinger, men statistikken blev ført ved at tælle fødsler, dødsfald og indvandring. Ved udgangen af 1936 var den samlede befolkning på cirka 1.300.000, hvor jøderne blev skønnet til at være 384.000. Araberne var også steget hurtigt i antal, hovedsageligt som et resultat af ophøret af værnepligten, der havde eksisteret under osmannerne, indsatsen mod malaria og en generel forbedring af sundhedsvæsenet. I absolutte tal var stigningen større end den jødiske befolkningsgruppe, men forholdsmæssigt var den sidstnævnte steget fra 13 pct. af hele befolkningen ved folketællingen 1922 til næsten 30 pct. ved udgangen af 1936.
Visse faktorer som illegal indvandring kunne kun skønnes omtrentligt. I Hvidbogen af 1939, der satte grænser for den jødiske indvandring, stod at den jødiske befolkning "var øget til cirka 450.000" og var "på vej mod en tredjedel af landets samlede befolkning". I 1945 viste en demografisk undersøgelse, at befolkningen var øget til 1.764.520, hvilket indbefattede 1.061.270 muslimer, 553.600 jøder, 135.550 kristne og 14.100 fra andre grupper.
| År                                                | Muslimer        | Jøder         | Kristne      | Andre       | Samlet    |
| ------------------------------------------------- | --------------- | ------------- | ------------ | ----------- | --------- |
| 1922                                              | 589.177 (78%)   | 83.790 (11%)  | 71.464 (10%) | 7.617 (1%)  | 752.048   |
| 1931                                              | 761.922 (74%)   | 175.138 (17%) | 89.134 (9%)  | 10.145 (1%) | 1.036.339 |
| 1945                                              | 1.061.270 (60%) | 553.600 (31%) | 135.550 (8%) | 14.100 (1%) | 1.764.520 |
| Gennemsnitlig årlig befolkningstilvækst 1922–1945 | 2,6%            | 8,6%          | 2,8%         | 2,7%        | 3,8%      |

### Ejerskab af jord
Efter overgangen til britisk styre var meget af Palæstinas landbrugsland stadig ejet af de samme mennesker som under osmannerne, især magtfulde arabiske klaner og lokale muslimske sheiker. Andre jorde var ejet af udenlandske kristne organisationer (især den græsk-ortodokse kirke), såvel som jødiske private organisationer og zionistiske organisationer samt i en mindre grad af små minoriteter, bahá'íere, samaritanere og tjerkessere. 
I 1931 var arealet for det britiske mandatområde i Palæstina 26.626 km², af hvilke 8.253 km² eller 33% var dyrket. Officielle statistikker viser at jøder privat og i fællesskab ejede 1.394 km², eller 5,23% af Palæatinas samlede areal i 1945. Det jødisk ejede landbrugsland var overvejende beliggende i Galilæa langs kystsletten. Estimater over den samlede mængde jord som jøder havde købt pr. 15. maj 1948 vanskeliggøres af ulovlige og uregistrerede jordoverdragelser, såvel som af manglen på data om tilladelser til jord givet af den palæstinensiske administration siden marts 1936. Ifølge historikeren Avneri havde jøder 1.850 km² jord i 1947, eller 6,94% af det samlede areal. Stein giver et estimat på 2.000 km² pr. maj 1948, eller 7,51% af det samlede areal. Ifølge Fischbach ejede jøder og jødiske firmaer, pr. 1948, 20% af al dyrket jord i landet.
FN's estimat i 1945 over dyrket jord viser, at i gennemsnit 68% var ejet af arabere i hvert distrikt, fra 15% i distriktet Beer-Sheba til 99% i Ramallah. Til sammenligning var stadig i 1951 kun 0,3% af den registrerede jord kategoriseret som "privat ejendom" i nabolandet Irak.

### Analfabetisme
Analfabetisme var i 1932 14% blandt jøder sammenlignet med 78% blandt palæstinensiske arabere, men analfabetismen blandt arabere faldt støt herefter. Der var mindre analfabetisme blandt palæstinensiske arabere end i Egypten og Tyrkiet, men mere end i Libanon.

## Økonomi
Mellem 1922 og 1947 var den årlige vækst i den jødiske økonomiske sektor på 13,2%, hvilket især skyldtes indvandring og udenlandsk kapital, mens væksten i den økonomiske sektor blandt arabere var 6,5%. Målt pr. indbygger var disse tal henholdsvis 4,8% og 3,6%. I 1936 tjente jøder 2,6 gange så meget som arabere. Sammenlignet med arabere i andre lande tjente palæstinensiske arabere lidt mere.
Landets største industrier fandtes i Haifa, hvor mange almennyttige boliger blev anlagt til arbejderne.
Med hensyn til det såkaldte Human Development Index målt mellem 36 lande omkring 1939 lå de palæstinensiske jøder nr. 14, de palæstinensiske arabere nr. 30, Egypten nr. 33 og Tyrkiet nr. 35. Jøderne i Palæstina boede især i byerne (76,2% i 1942), mens araberne især boede på landet (68,3% i 1942). Alt i alt konkluderer den palæstinensisk-amerikanske historiker Rashid Khalidi (født 1948), at det arabiske samfund i Palæstina, til trods for at det var jødernes underlegent, var lige så udviklet som alle andre arabiske samfund i regionen og betragteligt mere end flere andre.

## Beskrivelse i samtiden
Det britiske mandatområde er beskrevet i samtiden i blandt andet den svenske Nordisk familjebok i 1925 af Verner Söderberg (1872-1932). Teksten nedenfor er baseret på denne og andre kilder fra 1920'erne, 1930'erne og 1940'erne. Da ophavsretten er udløbet, er teksten kun ændret i mindre omfang. Derfor kan sproget nogle steder virke gammeldags.

### Palæstina fra 1917 til 1925
Oprindeligt omfattede det britiske mandatområde både det egentlige Palæstina og Transjordanien. Ved dekretet 1. september 1922 udskiltes Transjordanien, der dannede et selvstændigt område under emir as-Sayyid Abdullah bin al-Husayn og med delvis uafhængighed allerede i 1923. Militæret, finanserne og udenrigspolitikken forblev dog under britisk kontrol indtil 1946.

#### Areal og befolkning
Det egentlige Palæstinas areal beregnedes til at være omkring 23.000 km2.
Befolkningen opgjordes ved en folketælling i oktober 1922 til 757.182 indbyggere, hvoraf 590.890 var muslimer, 83.794 jøder, 73.024 kristne, 7.028 drusere og 163 samaritanere. Antallet af jøder var imidlertid takket være indvandring stærkt voksende. Muslimerne var overvejende arabere, for en stor andels vedkommende imidlertid af blandet herkomst. De talte alle arabisk ligesom også de fleste kristne.
Indtil 1850 havde der i Palæstina kun været et lille antal jøder, indvandring begyndte i 1850-erne i beskedent omfang og havde taget et opsving i 1880-erne i forbindelse med jødeforfølgelser i Rusland. Under 1. verdenskrig faldt antallet af jøder i Palæstina betydeligt som følge af forvisning eller frivillig emigration (fra 100.000-120.000 i 1914 til 50.000-65.000 år 1919). Fra den britiske okkupation 1917–18 til slutningen af 1923 skønnedes 35.000 jøder at have indvandret. Mellem oktober 1923 og september 1924 opgjordes de jødiske indvandrere til 13.228 (hvoraf 4.877 fra Polen, 2.406 fra Rusland, 595 fra Litauen, 570 fra Rumænien, 558 fra Bulgarien, 501 fra Grækenland, 499 fra Yemen og 476 fra Mesopotamien (det senere Irak)).
Fra 1919 til oktober 1922 indvandrede ca. 30.000 jøder (41 % fra Polen, 14 % fra Ukraine, 9 % fra Rusland, 12 % fra Rumænien), hvorved jødernes antal blev 83.794, af 757.182 (pr. 3. oktober 1922). De arabisktalende protesterede mod Englands antagelse af zionismens program og mod valget af en jøde til High Commissioner. Der kom flere alvorlige tumulter navnlig i maj 1921. I juli 1921 sendtes en arabisk-palæstinensisk delegation af muslimer og kristne til England. En palæstinensisk-arabisk kongres blev nedsat som fast institution med en eksekutivkomité. Den 11. januar 1923 erklærede det engelske koloniministerium, at tilsagnet til jøderne skulle opretholdes, men at det ikke betød, at Palæstina skulle være jødisk, at den zionistiske komité intet havde med landets regering at gøre, og at indvandringen skulle begrænses til, hvad landet kunne bære.

#### Erhvervsliv
Jordbruget havde fra gammel tid været Palæstinas vigtigste næringsvej, men endnu i 1922 var blot 500.000 hektar, svarende til omkring 1/4 af den dyrkningsbare jord, under dyrkning. De arabiske jordbrugeres dyrkningsmetoder var yderst primitive. Med støtte fra zionistorganisationen og enkelte jødiske mæcener, især baron Edmond de Rothschild, var jødiske kolonister i stand til at virke for et mere rationelt jordbrug. Der blev udarbejdet planer for at dræne sumpene ved søen Hule og ved kunstvanding at inddrage den tidligere frugtbare Jeriko-slette til dyrkning. Omkring Jaffa udviklede sig blomstrende jødiske nybyggersamfund med appelsin- og vindyrkning; særlig markant var dette ved den i 1909 oprettede by Tel Aviv. I nærheden lå landbrugsskolen Mikveh Israel, der var blevet oprettet i 1870 af Alliance israélite universelle og den af en jødisk studenterforening i 1882 anlagte vindyrkningsmønsterplantage Rishon LeZion. Efter at Palæstina var blevet frigjort fra det osmanniske tobaksmonopol, gik også tobaksdyrkningen hurtigt frem (600.000 kg 1923–24). Palæstinas produktion i 1923 omfattede blandt andet 88.362 ton hvede, 27.519 ton byg, 16.103 ton durra, 1.116 ton oliven. Appelsindyrkningen voksede så meget, at Palæstina i henseende til appelsineksport fulgte lige efter Amerika, Spanien, Italien og Japan; af hele appelsinhøsten kom 90 % fra egnen omkring Jaffa, og 40 % af appelsindyrkningen var på jødiske hænder.
Skovbrug var fraværende i den osmanniske tid. Efter denne etableredes statsskove, og træplantning skete i stor skala (omkring 3 mio. træer blev plantet i årene 1923–24).
Råstofudvindingen var ubetydelig, men der blev udarbejdet omfattende planer om at udvinde kalium og magnesium fra Det Døde Hav i stor skala.
Både industriens og jordbrugets udviklingsmuligheder hang sammen med mulighederne for at udnytte Jordan-flodens vandkraft. Længst i udviklingen var endnu mølledriften og sæbefabrikker, men ligeledes fandtes teglværker, cement- og cigarretfabrikker. Fra 1918 til 1925 blev investeret 1.200.000 egyptiske pund, hvoraf 5/6 af jøder.
Palæstinas import havde i 1923 en værdi på 4.935.265 egyptiske pund, eksporten 1.555.730 egyptiske pund. Importen udviklede sig næsten ikke efter 1919, eksporten derimod blev efterhånden fordoblet (fra 733.443 egyptiske pund i budgetåret 1919–20). De vigtigste importvarer i 1923 var bomulds-, træ- og jernvarer, sukker, cigarretter, mel, ris, maskiner, olie og benzin, mens de vigtigste eksportvarer var appelsiner, sæbe, meloner, vin og hvede.

#### Infrastruktur
Jernbanernes sammenlagte længde udgjorde i 1922 1.061 km. De bestod af strækningen Rafa–Haifa på den militærjernbane, som englænderne under 1. verdenskrig havde bygget fra Kantara i Egypten (den trafikeredes af Palæstina helt til Kantara), desuden linjen Jaffa–Jerusalem, bibanen Haifa– Afule–El Hamme til den gennem Transjordanien gående Hedjas-bane samt nogle mindre lokalbaner (Haifa–Acre, Afule–Nablus–Tulkarem med flere).
På de landeveje, man havde forbedret, drev arabere en livlig trafik med billige amerikanske biler.
Palæstina havde da ingen gode havne. De vigtigste havnebyer var Haifa, hvor man forberedte samtidige havneanlæg, og Jaffa.
Turisme udgjorde en vigtig indkomstkilde for landet og befolkningen. Al persontrafik på Palæstinas havne blev imidlertid drevet af 18 udenlandske dampskibslinjer.

#### Møntvæsen og mål
Lovligt betalingsmiddel er siden den britiske okkupation egyptiske pund (£ E.): 1 egyptisk pund (= 1 pund sterling 6 pence) à 100 piaster. Indførelse af ny møntfod, baseret på pund sterling, var under forberedelse. Metersystemet anvendtes af regeringen, men befolkningen benyttede fortsat ældre lokale mål og vægtenheder.

#### Statsfinanser
Indkomsterne for budgetåret 1924–25 beregnedes til 1.656.400, udgifterne til 1.638.050 egyptiske pund. Det strengt fastholdte grundprincip, at forvaltningen skulle bære sig selv, tvang Palæstinas regering til at stærkt begrænse udgifterne for landets materielle og åndelige udvikling. De vigtigste indkomstkilder i budgetåret 1924–25 var told 540.000, indkomster fra jernbanedrift 290.000, tiende 200.000, hus- og jordskat 150.000, alle i egyptiske pund. Blandt udgiftsposterne var især de til ordningens opretholdelse 525.170, forvaltningsomkostninger 254.047, jernbaner 241.125, offentlige arbejder 127.801 og undervisningsvæsenet 103.080, alle egyptiske pund.

#### Uddannelsesvæsen
Undervisningsvæsenet var under den tyrkiske tid meget forsømt og led endnu under regeringens nødtvungne begrænsninger. Den underholdt 2 lærerseminarier og 314 folkeskoler (46 i byerne og 268 i landdistrikterne) med 19.110 elever i 1924 (deraf 15.868 drenge og 3.242 piger). Videreuddannelsesskoler fandtes ved 8 folkeskoler i byerne. Af statsskolernes elever var 89 % muslimer og 10 % kristne, undervisningssproget var arabisk. I Jerusalem oprettedes i 1920 en juridisk aftenskole for uddannelse af arabiske og jødiske sagførere. En statslig landbrugsskole fandtes endnu ikke, kun omkringrejsende konsulenter. Næsten alle jødiske børn (og de fleste kristne) gik i privatskoler. Jødiske stiftelser underholdt 187 skoler med 18.311 elever skoleåret 1923–24, deraf 4 seminarier, 1 landbrugsskole, 17 tekniske og handelsskoler samt det moderne udrustede jødiske lyceum i Tel Aviv (med 32 lærere og 350 elever). Kristne stiftelser underholdt 172 skoler med 13.348 elever (deraf flere mellemskoler, 1 landbrugsskole og 1 højere skole), muslimske stiftelser 38 skoler med 2.477 elever (deraf 1 teologisk og 1 landbrugsskole). Omkring 26 % af børnene i skolealderen besøgte 1923 hverken stats- eller private skoler. I de jødiske skoler var ikke jiddisch, men derimod hebraisk undervisningssprog. Ved det i 1925 indviede jødiske universitetet i Jerusalem påbegyndtes i december 1924 forelæsninger (med 110 elever).
Kort efter Englands overtagelse af Palæstina indrettedes et departement for oldsager under direktion af John Garstang; der oprettedes et museum og blev givet reglement for udgravninger og behandlingen af antikviteter. Siden blev gravningerne genoptaget i Ashkelon (England), i Besan (Amerika), i Gibea (Amerika), i Galilæa, hvor jøderne udgravede en del synagoger, i Kapernaum (franciskanerne) og andre steder. De videnskabeligt interesserede kredse dannede en sammenslutning, The Palestine Oriental Society, der samlede alle religionsbekendere, og som udgav en journal.

#### Forfatning og regering
Et dekret af 10. august og 1. september 1922 gav Palæstina en ny forfatning, hvorefter regeringen lededes af en High Commissioner, assisteret af et Executive Council. Til lovgivningen valgtes et Legislative Council på 22 medlemmer foruden the High Commissioner; af dette råd udgjorde administrationens ledende embedsmænd de 10, men dets myndighed var i øvrigt stærkt begrænset.

#### Retslige forhold
Juridisk deltes Palæstina i distrikter med Magistrate Courts og District Courts, der skulle dømme efter den 1914 gældende lov, hvor den ikke var ændret; endvidere oprettedes særlige domstole for kriminelle forbrydelser og for spørgsmål angående grundejendom. Over disse stod en overret, Supreme Court, og som højesteret His Majesty in Council. Men alt, som angik familielivet og rent personlige spørgsmål, henvistes til de ulige religioners særlige domstole. Allerede den 20. december 1921 var der for islams vedkommende nedsat et højeste sharîa-råd på 5 medlemmer til at organisere og lede administrationen af muslimske domstole og stiftelser (awqâf). Den arabiske kongres erklærede imidlertid, at den ikke anerkendte den ny forfatning, der ikke mentes at sikre den indfødte befolknings indflydelse, og valgene i foråret 1923 blev boykottet.

#### Presse
En del dag- og ugeblade udkom i Palæstina, således det engelsksprogede Palestine Weekly, de jødiske dô’ar hâ-jôm, hâ’âres, de arabiske karmel (i Haifa), filastîn (i Jaffa), mir’ât as-sharq (i Jerusalem) og andre.

### Palæstina 1925 - 1933
I 1925 fratrådte sir Herbert Samuel sin stilling som High Commissioner og efterfulgtes af feltmarskalk Plumer. Ifølge Herbert Samuels redegørelse havde finanserne 1920-1925 udvist en indtægt på 8.400.000 £ (ægyptiske, lidt mere end engelske) og en udgift af 8.391.000 £. Der var bygget eller istandsat 240 km hovedruter, 600 km biruter, oprettet 34 telegrafkontorer og 31 offentlige telefonstationer med over 1.300 abonnenter. Haifa og Jaffa var blevet centrer for industri: olie, sæbe, cement, salt, mursten og andet. Der var 103 aktieselskaber og 66 andelsselskaber, men importen oversteg eksporten. Der var indvandret 46.225 jøder, så at der i marts 1925 var 108.000 jøder i Palæstina. Den eneste helt jødiske by var Tel Aviv ved Jaffa, der havde 30.000 indbyggere mod 2.000 i 1914, idet den grundlagdes i 1908. Der var åbnet 190 grundskoler for araberne, så at der i alt fandtes 314 regeringsskoler, 400 private; til de sidste hørte alle jødiske og de forskellige kristne missionsselskabers. Den 1. april 1925 åbnedes under deltagelse fra hele verden et hebraisk universitet med fakulteter for hebraiske studier, biokemi og elektrobiologi; et fakultet i Tel Aviv for agrikultur sluttede sig dertil. Lord Balfour holdt den egentlige indvielsestale; hans besøg gav anledning til uroligheder hos den arabiske befolkning. I Palestine Citizenship Order af 24. juli 1925 fastsloges reglerne for palæstinensisk borgerret. Samme år ratificeredes i december en overenskomst mellem England og USA, hvorved sidstnævnte stat sluttede sig til Folkeforbundsstaterne som garant for mandatet.
1926 høstedes 99.023 t hvede, 69.358 t byg, 23.913 t durra, 2.093 t oliven, 4.650 t olivenolie, 3.321 t linser. Samme år holdtes 290.854 får, 841.289 geder, 27.315 kameler og 4.161 bøfler. De vigtigste eksportartikler var appelsiner, sæbe og vandmeloner.

#### Nye udviklingsvilkår
I 1927 indførtes en skattereform, idet den fra tyrkisk tid overtagne tiende blev afskaffet. Samme år fik Palæstina, der hidtil havde benyttet ægyptisk mønt, sit eget møntsystem med palæstinensisk £, der deltes i 1.000 mil. I marts 1926 fik den amerikansk-jødiske ingeniør Rutenberg efter flere års forhandlinger den endelige koncession på udnyttelse af floderne Jordan og Yarmuk til elektrificering af Palæstina og Transjordanien i 70 år. 11. juli 1927 fandt et jordskælv sted, hvorved der i Palæstina dræbtes 200 og såredes over 700, mens 1.000 huse blev ødelagt eller stærkt beskadigede, og i Transjordanien dræbtes 68, såredes 102. Landet gennemgik i 1926 og 1927 en økonomisk krise, arbejdsløsheden steg, og i 1927 viste toldindtægterne en nedgang på 40.000 £. Dette medførte en begrænsning af den jødiske indvandring: i 1925 indvandrede 33.801 og udvandrede 2.145 Jøder, i 1926 var tallene 13.081 og 7.365, i 1927: 2.713 og 5.071. I alt var der 1. juli 1927 147.687 jøder i Palæstina eller hen imod 18% af befolkningen; af dem var 30.500 optaget af landarbejde, fordelt i 104 kolonier. Lord Melchett (forhen Alfred Mond) har virket kraftigt for lettelse af krisen. Et regulativ for det jødiske samfund i Palæstina blev fastslået 1927, men en endelig forfatning under samvirken af de forskellige befolkningsdele kunne ikke opnås. Hvor vanskelige forholdene i den henseende stadig var, fremgik af den ophidselse, som vaktes i efteråret 1928 i anledning af "Klagemuren", der var muslimsk ejet, men hvor jøderne havde ret til at holde andagter.
Transjordaniens forhold til England som mandatmagt reguleredes ved en overenskomst af 20. februar 1928, hvorefter området udgjorde et emirat af en vis selvstændighed under kontrol af en britisk resident.
I 1928 afløstes feltmarskalk Plumer af sir John Robert Chancellor som High Commissioner.

#### Befolkningsudvikling
Befolkningsudviklingen frem til 1932 afspejles i to folketællinger gennemførte henholdsvis 1922 og 1931:
| År   | Muslimer | %     | Jøder   | %     | Kristne | %    | Andre | %    | I alt     |
| ---- | -------- | ----- | ------- | ----- | ------- | ---- | ----- | ---- | --------- |
| 1922 | 590.890  | 78,04 | 83.794  | 11.07 | 73.024  | 9.64 | 9.474 | 1.25 | 752.048   |
| 1931 | 759.712  | 73.34 | 174.610 | 16.86 | 91.398  | 8.82 | 9.680 | 0.93 | 1.035.821 |

Kilde: American Jewish Year Book Vol. 48 (1946-1947), s. 608
Trods fremgang for alle hovedkategorier i absolutte tal, var jøderne ene om relativt at gå frem.

### Palæstina fra 1933 til 1948
Tiden fra 1933 til 1940 kendetegnedes ved den nazistiske magtovertagelse i Tyskland, der snart fulgtes af en voksende udvandring til Palæstina:
| År                | 1932   | 1933   | 1934   | 1935   | 1936   | 1937   | 1938   | 1939   | 1940  | I alt 1932-40 |
| ----------------- | ------ | ------ | ------ | ------ | ------ | ------ | ------ | ------ | ----- | ------------- |
| Indvandring i alt | 11.289 | 31.977 | 44.143 | 64.146 | 31.671 | 12.475 | 15.263 | 18.433 | 5.611 | 253.970       |
| Jøder             | 9.553  | 30.327 | 42.359 | 61.854 | 29.727 | 10.536 | 12.868 | 16.405 | 4.547 | 237.061       |
| Andre             | 1.736  | 1.650  | 1.784  | 2.292  | 1.944  | 1.939  | 2.395  | 2.028  | 1.064 | 16.909        |

Kilde: American Jewish Year Book Vol. 43 (1941-1942), s. 698
Medvirkende til den voksende udvandring fra Tyskland til Palæstina var Ha'avara-aftalen mellem den nazistiske regering og zionister i Tyskland, der muliggjorde jødisk udvandring på - efter datidens forhold - yderst fordelagtige vilkår: jøder fra Tyskland fik mulighed for at deponere deres formue i en særlig fond ledet af jøder, som dernæst kunne foretage investeringer i varer nødvendige for Palæstinas udvikling. Når skibe med varer og rejsende var vel ankomne, kunne varerne sælges og pengene på vegne af indskyderen bruges til at købe jord for eller gøre andre investeringer, som så ubeskåret gik til indskyderen.
| År              | 1932  | 1933   | 1934   | 1935   | 1936   | 1937  | 1938  | 1939  | 1940 | 1941 |
| --------------- | ----- | ------ | ------ | ------ | ------ | ----- | ----- | ----- | ---- | ---- |
| Tyskland        | 353   | 5.392  | 6.911  | 7.447  | 8.180  | 3.601 | 6.733 | 9.490 | 791  | 91   |
| Østrig          |       |        | 928    | 961    | 581    |       | *     | *     | *    | *    |
| Polen           | 3.156 | 13.125 | 18.028 | 27.291 | 11.588 | 3.636 | 3.269 | 1.759 | *    | *    |
| Rumænien        | 504   | 1.411  | 2.031  | 3.596  | 1.444  | 314   | 519   | 424   | 940  | 783  |
| Tjekkoslovakiet |       |        | 860    | 1.397  | 643    | 220   | 414   |       | 492  | 12   |
| Yemen           | 410   | 1.287  | 1.964  | 1.425  | 754    | 337   | 319   | 148   | 19   | 42   |
| Litauen         | 241   | 1.099  | 1.124  | 1.967  | 785    | 218   | 160   | 151   | 209  | 707  |
| Letland         | 170   |        | 739    | 1.042  | 507    | 110   | 129   | 94    | 70   | 6    |
| USA             | 864   | 1.169  | 1.171  | 1.638  | 357    | 172   | 94    | 36    | 8    | 3    |
| Storbritannien  | **436 | **287  |        |        | 223    | 83    | 76    | 104   | 177  | 3    |
| Frankrig        |       |        |        |        | 544    | 89    | 69    | 105   | 44   | 6    |

*under Tyskland
**hele det engelske imperium
Kilde: American Jewish Year Book, diverse årgange
Allerede i 1933 ramtes Palæstina af den første indvandringsbølge fra Tyskland og især Polen. Den 13. oktober udråbes belejringstilstand i Palæstina, efter at en stor indvandring af tyske jøder har fået den allerede tidligere stærke spænding mellem arabere og jøder til yderligere at vokse og ført til blodige sammenstød mellem dem, efter at araberne i protest mod indvandringen har proklameret storstrejke. Tusindvis af arabere forsøgte at trænge ind i en ny bydel i Jerusalem, men forhindredes af militære styrker. Den 27. oktober udbrød nye uroligheder i Jaffa, og disse spredte sig til flere andre steder, der iblandt Jerusalem, Haifa og Nablus. Blodige kampe indtrådte mellem politi og arabiske demonstranter. Også i Transjordanien og i Syrien forekommer uroligheder. Præsidenten for den arabiske eksekutivkomité krævede i et protesttelegram til den engelske koloniminister, at arabernes rettigheder skulle respekteres og beskyttes. De jødiske emigrantskibe, som var på vej til Palæstina, må i første omgang omdirigeres til neutrale havne. Fra arabisk side udtryktes over for den engelske overkommissær frygt for, at jøderne truede med at få overvægt i Palæstina og fortrænge araberne fra det økonomiske og industrielle område og at den engelske regering derfor for at få fred skal stoppe den jødiske immigration. Den 1. november rettede den syriske liga for menneske- og medborgerrettigheder, en panarabisk organisation, en opfordring til Folkeforbundet om at skride ind mod den jødiske indvandring til Palæstina og mod Englands politik, som man anser går ud på at stifte ufred mellem jøder og arabere. I Transjordanien forekom engelskfjendtlige uroligheder. På den engelske overbefalhavers ordre afspærredes Palæstina helt: Grænserne bevogtedes af engelsk og arabisk militær, og kun personer med officiel tilladelse til at slå sig ned i landet, må passere. Disse tiltag vakte stor bitterhed blandt jøderne, som i Tel Aviv den 9. december afholder et protestmøde, som resulterede i blodige sammenstød med politiet og afsluttedes med, at soldater ryddede torvet.

#### Konflikten i 1936
I 1936 brød nye konflikter ud: udviklingen begyndte, da arabiske landevejsrøvere angreb og plyndrede en bus, hvorefter de udtog tre jøder, som blev skudt ned. Jøderne hævnede sig et par dage senere ved at stikke et par kendte jødefjendtlige arabere ned. Den 20. april proklameredes en ny arabisk storstrejke for at tvinge englænderne til at opfylde arabiske krav om, at det skulle forbydes jøder at købe jord i Palæstina og yderligere jødisk immigration forbydes. De foregående års store jødiske indvandringsbølger betød, at araberne i stigende grad frygtede, at en jødisk statsdannelse kunne blive virkeliggjort. Tiden kendetegnedes af lovløshed med mord, bomber, attentater mod tog og mordbrande. Forretningslivet lamslås. Jøderne måtte trække sig ud af Jerusalem, og urolighederne bredte sig også til landdistrikterne. Der blev afsat yderligere engelske troppestyrker for at opretholde ro og orden. Træfninger mellem jøder og arabere samt mellem arabere og ordensmagten hørte til dagsordenen såvel i Jerusalem som i andre byer, deriblandt Nazareth, Nablus, Haifa, Gaza, Jaffa og Lydda. Udviklingen førte til regulære kampe. De af myndighederne indførte drabelige straffe var uden virkning. Araberne, som modtog hjælp fra officerer fra Syrien og Irak, blev stadig mere aggressive. I begyndelsen af september ankom 12 bataljoner engelske tropper til Palæstina, hvorved disses antal steg til 25.000 mand. Araberne opererede entydigt under ledelse af syreren Fauzi ed-Din Kaukji. Efterhånden blev civilbefolkningen imidlertid trætte af strejken, og det højeste arabiske råd udsattes for pres fra fyrsterne i Arabien, Transjordanien og Irak. Den 9. oktober sendte Auni bej, medlem af den arabiske strejkekomité og leder af det storarabiske uavhængighedsparti, en skrivelse til den engelske overkommissær i Palæstina, hvori han erklærede, at araberne afbrød strejken i "adlydelse af sine konger" og håbede, at den jødiske indvandring snarest ville blive indstillet og almindelig amnesti bevilget. Den 12. oktober afblæstes strejken, som da med tilhørende uroligheder havde krævet 313 døde.

#### Delingsplaner 1938
I 1938 luftede englænderne en plan (Peel-planen) om at opdele Palæstina i to områder, et jødisk og et arabisk. Planen gav anledning til voldsom modstand blandt den arabiske befolkning: den 11. oktober vedtog en panarabisk kongres i Cairo en resolution om Palæstina, hvori det blandt andet krævedes, at Balfour-deklarationen skulle erklæres ugyldig, den jødiske immigration skulle stoppes, forslaget om deling af landet opgives, en national arabisk regering dannes og politiske fanger frigives. Hvis disse krav ikke blev opfyldt, opfordredes araberne til at betragte englændere og jøder som fjender. Den 1. november udbrød der en arabisk storstrejke over hele Palæstina, arabiske butikker blev lukket, og araberne undlod at rejse med tog eller bil hverken som chauffør eller passager; strejkebrydere blev truet på livet. I Syrien fandt arabiske sympatidemonstrationer sted. Da en engelsk kommission under ledelse af John Woodhead (den såkaldte Woodhead-komission), som i april var rejst til Palæstina for at undersøge delingsplanens gennemførlighed, tillige i sin rapport meddelte, at der var store politiske, administrative og finansielle vanskeligheder forbundne hermed, meddelte den engelske regering den 9. november, at man havde opgivet delingsplanen og i stedet ville samle repræsentanter for jøder og arabere i London til et møde for at drøfte situationen. Den engelske regering lod tilkendegive, at man ville indkalde repræsentanter for det jødiske agentur, for araberne i Palæstina og for de arabiske nabolande men ikke for de arabiske ledere, som havde været ansvarlige for den da igangværende bølge af mord og vold, hvilket indebar, at muftien af Jerusalem, som opholdt sig i landflygtighed i Damaskus og regnedes som hovedmanden bag den arabiske virksomhed, blev udelukket.
I februar 1939 indkaldte briterne til en konference i London, der skulle afgøre Palæstinas udvikling. Konferencen blev imidlertid hurtigt sprængt, da de arabiske krav om fuldstændig kontrol og afvisning af yderligere jødisk immigration på den ene side og jødiske krav om at omdanne Palæstina til et "jødisk hjem" er uforenelige. Englænderne sætter dog grænser på den jødiske indvandring, hvilket afvises af jøderne den 27. februar. Samme dag gennemfører jøder terrorangreb i Palæstina som reaktion på briternes imødekommenhed over for araberne, og dette forsætter de følgende dage. Den værste jødiske terror finder sted i Haifa, hvor 24 personer blev dræbt af bomber. Den 1. marts blev konferencen udskudt på ubestemt tid. Den 18. maj fremlagde englænderne en "hvidbog", der indeholder beslutningen om, at mandatet skulle ophøre i løbet af ti år og en selvstændig arabisk-jødisk stat oprettes. I overgangsperioden på 5 år skulle den jødiske indvandring begrænses til 75.000, hvilket ville indebære, at jøderne ville udgøre 1/3 af befolkningen. Både jøder og arabere afviste forslaget.
Forbitrelsen blandt jøderne over den engelske beslutning om at forhindre yderligere jødisk indvandring var stor, og i 1939 begyndte zionisterne at organisere illegal indvandring til Palæstina. Den 20. august udstedte briterne et dekret, der bestemmer, at alle illegale immigranter skulle interneres i koncentrationslejre. Jøderne smugledes ind med både. Det sidste skib, som forsøgte at nå Palæstina under krigen, var båden "Struma", som imidlertid blev torpederet i Sortehavet af en sovjetisk ubåd.
I 1942 fremlagdes det zionistiske Biltmore-program, der indebar, at hele Palæstina skulle omdannes til en jødisk stat, fri indvandring og en jødisk hær. De jødiske terroraktioner genoptoges, fortrinsvis rettet mod briterne men også mod arabere og moderate jøder.